# Linthe
Linthe is een gemeente in de Duitse deelstaat Brandenburg, en maakt deel uit van het Amt Brück in de Landkreis Potsdam-Mittelmark.
Linthe telt 908 inwoners.

## Indeling van de gemeente
De gemeente bestaat uit drie Ortsteile: 
- Alt Bork (tot oktober 1937 Wendisch Bork geheten)
- Deutsch Bork
- Linthe-dorp.

Alt Bork en Deutsch Bork liggen ten westen van Schlalach in de gemeente Mühlenfließ, terwijl het dorp Linthe zich ten oosten van Schlalach bevindt.

## Demografie
| Jaar | Inwoners |
| ---- | -------- |
| 1875 | 631      |
| 1890 | 670      |
| 1910 | 706      |
| 1925 | 826      |
| 1933 | 800      |
| 1939 | 806      |
| 1946 | 1 145    |
| 1950 | 1 049    |
| 1964 | 714      |
| 1971 | 716      |

| Jaar | Inwoners |
| ---- | -------- |
| 1981 | 669      |
| 1985 | 726      |
| 1989 | 694      |
| 1990 | 686      |
| 1991 | 687      |
| 1992 | 708      |
| 1993 | 699      |
| 1994 | 717      |
| 1995 | 766      |
| 1996 | 810      |

| Jaar | Inwoners |
| ---- | -------- |
| 1997 | 892      |
| 1998 | 969      |
| 1999 | 1 019    |
| 2000 | 954      |
| 2001 | 988      |
| 2002 | 1 008    |
| 2003 | 975      |
| 2004 | 969      |
| 2005 | 957      |
| 2006 | 960      |

| Jaar | Inwoners |
| ---- | -------- |
| 2007 | 961      |
| 2008 | 933      |
| 2009 | 912      |
| 2010 | 903      |
| 2011 | 896      |
| 2012 | 889      |
| 2013 | 887      |

Bad Belzig ·
Beelitz ·
Beetzsee ·
Beetzseeheide ·
Bensdorf ·
Borkheide ·
Borkwalde ·
Brück ·
Buckautal ·
Golzow ·
Görzke ·
Gräben ·
Groß Kreutz (Havel) ·
Havelsee ·
Kleinmachnow ·
Kloster Lehnin ·
Linthe ·
Michendorf ·
Mühlenfließ ·
Niemegk ·
Nuthetal ·
Päwesin ·
Planebruch ·
Planetal ·
Rabenstein/Fläming ·
Rosenau ·
Roskow ·
Schwielowsee ·
Seddiner See ·
Stahnsdorf ·
Teltow ·
Treuenbrietzen ·
Wenzlow ·
Werder (Havel) ·
Wiesenburg/Mark ·
Wollin ·
Wusterwitz ·
Ziesar